# Communauté de communes du Centre Trégor
La communauté de communes du Centre Trégor est une ancienne communauté de communes française, située dans le département des Côtes-d'Armor, en région Bretagne.

## Histoire
Officiellement créée en décembre 1993, la communauté de communes du Centre Trégor regroupe alors les communes de Berhet, Cavan, Coatascorn, Prat, Quemperven, Pluzunet et Tonquédec. 
En 1995, la commune de Caouënnec-Lanvézéac, alors adhérente à la communauté de communes Lannion-Trégor, rejoint l'intercommunalité, portant ainsi à 8 le nombre des communes membres. Avec le ralliement de la commune de Mantallot le 1er janvier 2014, elle passe à 9.
La communauté de communes du Centre Trégor est dissoute au 31 décembre 2014 et ses communes membres rejoignent Lannion-Trégor Communauté.

## Territoire communautaire

### Géographie
Située dans le pays historique du Trégor et du Trégor-Goëlo au sens de la loi Voynet, la communauté de communes regroupait six des onze communes du canton de La Roche-Derrien, deux communes du canton de Plouaret et une, Caouënnec-Lanvézéac, du canton de Lannion.

### Composition
Lors de sa dissolution, elle était composée des 9 communes suivantes :
| Nom                 | Code Insee | Gentilé       | Superficie (km2) | Population (dernière pop. légale) | Densité (hab./km2) |
| ------------------- | ---------- | ------------- | ---------------- | --------------------------------- | ------------------ |
| Cavan (siège)       | 22034      | Cavannais     | 16,40            | 1 481 (2014)                      | 90                 |
| Berhet              | 22006      | Berhetois     | 3,23             | 246 (2014)                        | 76                 |
| Caouënnec-Lanvézéac | 22030      | Caouënnecais  | 7,07             | 853 (2014)                        | 121                |
| Coatascorn          | 22041      | Coatascornais | 8,05             | 243 (2014)                        | 30                 |
| Mantallot           | 22141      | Mantallotois  | 2,76             | 228 (2014)                        | 83                 |
| Pluzunet            | 22245      | Pluzunétois   | 22,87            | 1 014 (2014)                      | 44                 |
| Prat                | 22254      | Pratais       | 21,87            | 1 134 (2014)                      | 52                 |
| Quemperven          | 22257      | Quempervenois | 7,69             | 391 (2014)                        | 51                 |
| Tonquédec           | 22340      | Tonquédois    | 18,01            | 1 188 (2014)                      | 66                 |

### Démographie
| 2009  | 2012  |
| ----- | ----- |
| 6 663 | 6 726 |

## Administration

### Siège
Le siège de la communauté de communes était à Cavan, 11 rue du Général de Gaulle.

### Conseil communautaire
Les 23 conseillers titulaires étaient répartis selon le droit commun comme suit :
| Nombre de conseillers | Communes                                              |
| --------------------- | ----------------------------------------------------- |
| 3                     | Cavan, Caouënnec-Lanvézéac, Pluzunet, Prat, Tonquédec |
| 2                     | Berhet, Coatascorn, Mantallot, Quemperven             |

### Élus
La communauté de communes était administrée par un conseil communautaire constitué en 2014 de 23 conseillers communautaires.
À la suite des élections municipales de 2014 dans les Côtes-d'Armor, le conseil communautaire du 11 avril 2014 avait réélu son président, Maurice Offret, maire de Cavan, ainsi que ses 5 vice-présidents. La liste des vice-présidents était alors la suivante :
|     | Attributions                                                     | Identité                | Qualité                       |
| --- | ---------------------------------------------------------------- | ----------------------- | ----------------------------- |
| 1er | Petite enfance, enfance, jeunesse et développement du haut-débit | Jean-François Le Guével | Maire de Caouënnec-Lanvézéac  |
| 2e  | Développement économique et tourisme                             | Jean-Yves Bourveau      | Maire de Berhet               |
| 3e  | Aménagement de l'espace et environnement                         | Ismaël André            | Adjoint au maire de Mantallot |
| 4e  | Service à la population et vie associative                       | Anne-Marie Le Meur      | 1re adjointe au maire de Prat |
| 5e  | Habitat, bâtiments communautaires et mutualisation des moyens    | Jean-Claude Le Buzulier | Maire de Tonquédec            |

### Liste des présidents
| Période          | Période              | Identité           | Étiquette | Qualité |
| ---------------- | -------------------- | ------------------ | --------- | --- |
| 29 décembre 1993 | 29 juin 2006 (décès) | Pierre-Yvon Trémel | PS        | Maire de Cavan (1971 → 2006) Conseiller général de la Roche-Derrien (1979 → 2002) Sénateur des Côtes-d'Armor (1998 → 2006) |
| 5 octobre 2006   | 31 décembre 2014     | Maurice Offret     | PS        | Premier adjoint puis maire de Cavan (2014 → )                                                                              |